# ジョシュ・ブルー

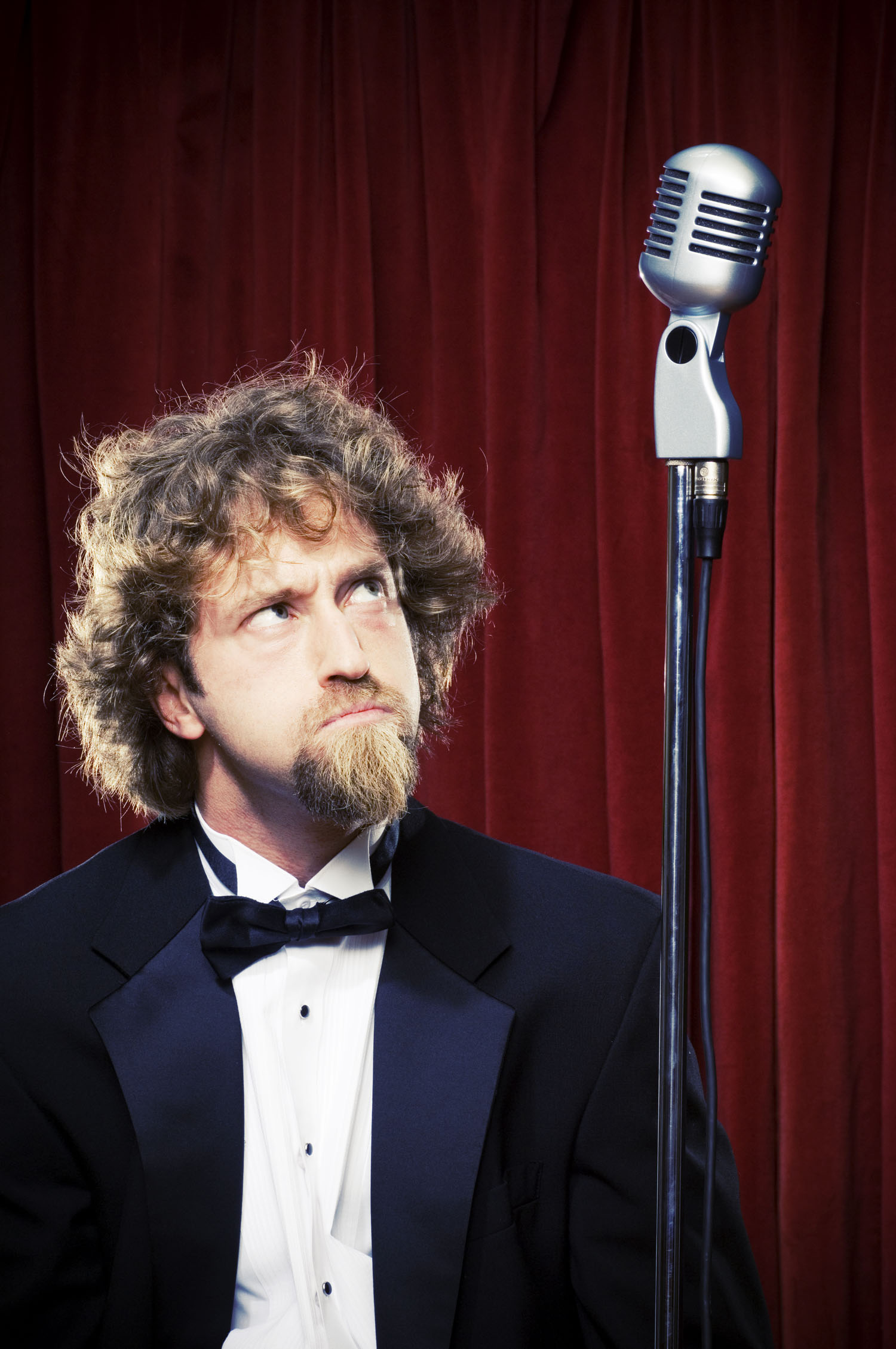
ジョシュ・ブルー

ジョシュ・ブルー（英語: Josh Blue、1978年11月27日 - ）は、アメリカ合衆国のスタンダップコメディアン。2006年8月から5月にかけて放送されたNBCによるオーディション番組、ラスト・コミック・スタンディング (Last Comic Standing) のフォースシーズンに登場し投票により優勝しラスト・コミック・スタンディングに選ばれた。
彼が生まれたのは西アフリカのカメルーンで、彼の父はそこの大学でロマンス諸語の教授を務めていた。その後はアメリカへと移り、ミネソタ州のセントポールで育ち、現在はコロラド州のデンバーで暮らしている。
彼は脳性麻痺を持っており、彼のジョークの多くの内容は彼が障害をいかに乗り切っているかや、どのように彼が他人から見られているかについてである。また、コメディアンとして以外にもサッカーが得意なことで知られており、2004年のアテネパラリンピックにも7人制サッカーのアメリカ代表として出場している。他にも彫刻や絵画なども手がけており、販売もしている。